# ضوء القمر (مسلسل)
ضوء القمر أو مون لايتنج (بالإنجليزية: Moonlighting)‏ هو مسلسل تلفزيوني كوميدي درامي أمريكي تم بثه على قناة أيه بي سي من 3 مارس 1985 إلى 14 مايو 1989. بثت الشبكة ما مجموعه 66 حلقة. بطولة سيبيل شيبرد وبروس ويليس كمحققين خاصين، وأليس بيزلي كموظفة استقبال غريبة، كان العرض عبارة عن مزيج من الدراما والكوميديا والغموض والرومانسية، وكان يعتبر من أوائل الأمثلة الناجحة والمؤثرة على الدراما الكوميدية أو «الدراما» التي ظهرت كنوع تلفزيوني متميز. شارك في تأليف الأغنية العرض وأداءها مغني الجاز الجارو وحقق نجاحًا كبيرًا. يعود الفضل أيضًا إلى العرض في جعل ويليس نجمًا وإعادة إطلاق مهنة شيبرد بعد سلسلة من المشاريع الباهتة. في عام 1997، احتلت حلقة "The Dream Sequence Always Rings Twice" المرتبة رقم 34 في (1997) أعظم 100 حلقة في كل العصور من دليل التلفزيون. وفي عام 2007، تم إدراج سلسلة في قائمة مجلة تايم «أفضل 100 برامج تلفزيونية من على الإطلاق». أدرج العلاقة بين ديفيد ومادلين في قائمة دليل التلفزيون من أفضل الأزواج التلفاز في كل العصور.

## القصة
تدور أحداث المسلسل حول القضايا التي حققت فيها وكالة بلو مون للتحقيقات وشريكتها مادلين «مادي» هايز (شيبرد) وديفيد أديسون جونيور (ويليس). العرض، بمزيج من الغموض والحوار الحاد والتوتر الجنسي بين خيوطه، قدّم ويليس للعالم وأعاد شيبرد إلى دائرة الضوء بعد ما يقرب من عقد من الغياب. تم تقديم الشخصيات في حلقة تجريبية مدتها ساعتان.
تبدأ قصة العرض بانقلاب ثروة مادي هايز، عارضة الأزياء السابقة التي وجدت نفسها مفلسة بعد أن اختلس محاسبها جميع أصولها السائلة. بين الحلقة التجريبية وأول حلقة مدتها ساعة واحدة، أقنع ديفيد مادي بالحفاظ على العمل وإدارته كشراكة. تم تغيير اسم الوكالة إلى تحقيقات بلو مون لأن مادي اشتهرت بكونها عارضة أزياء لشركة شركة بلو مون شامبو. في العديد من الحلقات، تم التعرف عليها على أنها «فتاة شامبو بلو مون»، إن لم يكن بالاسم.
في تعليق الصوتي على دي في دي الخاص بالموسم 3، يقول المؤلف جلين جوردون كارون أن مصدر إلهام المسلسل كان إنتاج ترويض النمرة الذي رآه في سنترال بارك بطولة ميريل ستريب وراؤول جوليا. سخر العرض من المسرحية في حلقة الموسم الثالث "Atomic Shakespeare".

## الطاقم

### فريق التمثيل الرئيسي
- سيبيل شيبيرد بدور مادي (مادلين) هايز، عارضة أزياء سابقة وأنيقة. لقد أفلست عندما اختلس محاسبها أموالها، وأجبرت على كسب لقمة العيش من خلال إدارة وكالة المباحث التي تمتلكها كشطب ضريبي. باستخدام شهرتها كعارضة أزياء سابقة، تجلب عملاء وتحاول تقديم بعض الطلبات إلى شركة كانت تديرها سابقًا دون أي انضباط.
- بروس ويليس بدور ديفيد أديسون، المحقق الحكيم الذي يدير وكالة المباحث مدينة الملائكة. في مواجهة احتمالية إبعادها عن العمل، أقنع مادي بأنهم خسروا المال فقط لأنهم كان من المفترض أن يتحدثوا معها حول تغيير العلامة التجارية للوكالة والدخول في أعمال معه كشريك لها.
- أليس بيسلي بدور أغنيس ديبيستو، موظفة استقبال الوكالة المخلص للغاية والغريبة التي تجيب دائمًا على الهاتف في قافية. في الموسم الثاني، تم الكشف عن أنها تعيش في 6338 شارع الأمل. نظرًا لظهور مشاكل في عرض ويليس وشيبارد على الشاشة بسبب مشاكل شخصية، بدأ الكتاب في التركيز على العلاقة بين أغنيس وزميلها الموظف في بلو مون هربرت فيولا. في خاتمة المسلسل، تهاجم أغنيس مادي وديفيد لعدم قدرتهما على اكتشاف علاقتهما حيث تم تفكيك المجموعة بأكملها وتقول، «إذا كان هناك إله في الجنة، فسوف يدور هربرت وأنا في سلسلتنا الخاصة.»
- كورتيس أرمسترونج بدورهربرت فيولا، الذي بدأ في بلو مون كموظف من وكالة مؤقتة. جلب المنتجون أرمسترونغ بناءً على عمله في انتقام المهووسين وأفضل حالا الميت، على أمل توسيع دور ديبيستو من خلال منحها اهتمامًا بالحب، وبالتالي تخفيف بعض الضغط عن ويليس وشبرد. عندما يبدأ هربرت في التألق في مهامه، يتم ترقيته إلى رتبة محقق مبتدئ. ظهر لأول مرة في الموسم الثالث، ظهر في 36 حلقة من المسلسل 66 حلقة.
- جاك بليسينج في دور ماكجيليكودى، وهو موظف في قمر أزرق أصبح محبطًا لفيولا ومنافسًا لعواطف ديبيستو. ظهر لأول مرة في الموسم الثالث، ظهر في 17 حلقة من المسلسل 66 حلقة.

### ضيوف
بالإضافة إلى الممثلين الأساسيين، ظهر العديد من الممثلين البارزين إما كنجوم ضيوف أو صنعوا النقش على المسلسل.
- تشارلز روكيت في دور ريتشارد أديسون، شقيق ديفيد.
- إيفا ماري سانت وروبرت ويبر في دور فرجينيا وألكسندر هايز، والدا مادي.
- ظهر مارك هارمون قرب نهاية الموسم الثالث في دور سام كروفورد، اهتمام مادي الرومانسي ومنافسه ديفيد.
- دينيس دوجان مثل والتر بيشوب، الذي يتواعد ثم يتزوج مادي
- ظهر بروك آدمز في الموسم الرابع في دور تيري نولز، وهي أم عزباء تطوع ديفيد لها كشريك في لاماز استعدادًا لولادة طفل مادي.
- ظهرت فيرجينيا مادسن في الموسم الخامس بدور آني تشارنوك، ابنة عم مادي واهتمامها الرومانسي قصير المدى لديفيد.

الأدوار لمرة واحدة:
- ليز شيريدان بدور سلمى في الحلقة التجريبية.
- ماري هارت بنفسها في الحلقة التجريبية.
- تيم روبينز كقاتل قاتل محترف في حلقة الموسم الأول "Gunfight at the So-So Corral".
- سي توماس هاول كنادل (غير معتمد) في حلقة الموسم الثاني "The Lady in the Iron Mask".[9] وكعامل بريد (غير معتمد) في حلقة الموسم الثالث «لك، مميت جدًا».
- أورسون ويلز بنفسه يلقي البرد في حلقة الموسم الثاني «تسلسل الحلم يرن دائمًا مرتين». كان آخر ظهور لـ Welles قبل وفاته.
- باربرا باين بدور إميلي جرايسون في الموسم الثاني حلقة «ماي فير ديفيد».
- دانا ديلاني بدور جيليان أرمسترونج في الموسم الثاني حلقة «اعرفها».
- ديفيد باتريك كيلي بدور ماكبرايد في حلقة الموسم الثاني «مكان ما تحت قوس قزح».
- دان لوريا الملازم في الموسم الثاني حلقة «بورتريه مادي».
- مارك لين بيكر بدور فيل ويست في حلقة الموسم الثاني «أطلس بلشيد».
- ريتشارد بيلزر مثل ليونارد في الموسم 2 حلقة «تواس الحلقة قبل عيد الميلاد».
- ووبي غولدبرغ بدور كميل براند في الموسم الثاني حلقة «كميل».
- جود نيلسون كضابط شرطة في الموسم الثاني حلقة «كميل».
- بيلي بارتي بنفسه في الموسم الثاني حلقة «كميل».
- بول سورفينو في دور ديفيد أديسون الأب في الموسم الثالث من حلقة «الابن ينهض أيضا».
- إغراءات كما هم في حلقة الموسم الثالث "Symphony in Knocked Flat".
- دون كينج بنفسه في حلقة الموسم الثالث «السمفونية في Knocked Flat».
- براد دورف بدور الأب ماكدونوفان في الموسم الثالث حلقة «كل المخلوقات عظيمة و.. ليست عظيمة».
- ريك دوكومون كواحد من أصدقاء ديفيد في حلقة الموسم الثالث "Big Man On Mulberry Street".
- ظهرت ساندال بيرغمان في مسلسل رقص «حلم» في الموسم الثالث حلقة «بيغ مان أون مولبيري ستريت».
- كولم ميني كواحد من خاطب كاترينا في الموسم الثالث حلقة «شكسبير الذرية».
- ستيرلينغ هولواي في دور الراوي في حلقة الموسم الثالث «شكسبير الذري».
- ليونيل ستاندر مثل ماكس في حلقة الموسم الثالث «إنها وظيفة رائعة».
- شيريل تيج بنفسها في حلقة الموسم الثالث «إنها وظيفة رائعة».
- بيرس بروسنان في دور ريمنجتون ستيل في حلقة الموسم الثالث "The Straight Poop".
- بيتر بوجدانوفيتش بنفسه في حلقة الموسم الثالث "The Straight Poop".
- رونا باريت بنفسها في حلقة الموسم الثالث "The Straight Poop".
- دونا ديكسون في دور جوان تينوفيتز في الموسم الثالث حلقة «شقراء على شقراء».
- سام ماكوراي بدور Moe Hyman في الموسم الثالث حلقة "Blonde on Blonde".
- روبرت ووهل بدور البندق في زنزانة التعليق في الموسم الثالث حلقة «شقراء على شقراء».
- جيف جارفيس بنفسه في حلقة الموسم الثالث "Sam & Dave".
- راندال تكس كوب بدور "Big Guy in Gas Station" في الموسم الثالث حلقة "Sam & Dave".
- غاري كول بدور آلان ماك كلافيرتي في الموسم الثالث حلقة "Maddie's Turn to Cry".
- وليام هيكي مثل السيد كيندال في الموسم 3 حلقة «إلى وريثة الإنسان».
- الدكتورة جويس براذرز بنفسها في الموسم الرابع من حلقة «رحلة إلى القمر».
- راي تشارلز مثل نفسه في الموسم الرابع حلقة «رحلة إلى القمر».
- جون جودمان مثل دونالد تشيس في الموسم الرابع حلقة "Come Back Little Shiksa".
- أماندا بلامر بدور جاكلين «جاكي» ويلبورن في الموسم الرابع حلقة «خذ يسارًا عند المذبح».
- تيري أوكوين في دور براينت «برايان» ويلبورن في الموسم الرابع حلقة «خذ يسارًا عند المذبح».
- إيموجين كوكا بدور كلارا ديبيستو في الموسم الرابع حلقة "Los Dos DiPestos".
- ميشيل جونسون في دور السيدة. هونزيكر في الموسم الخامس حلقة «عشاق البلاستيك الرائعة».
- جنيفر تيلي في دور الممرضة سوندرا في حلقة الموسم الخامس «عشاق البلاستيك الرائعة».
- كولين ديوهورست بدور بيتي راسل في حلقة الموسم الخامس «خذ زوجتي، على سبيل المثال».
- ريتا ويلسون بدور كارلا في الموسم الخامس حلقة «تلك الشفاه، تلك الأكاذيب».
- ديمي مور، زوجة بروس ويليس في ذلك الوقت، بدور المرأة في المصعد في الموسم الخامس حلقة «عندما تصطدم الفتيات».
- تيموثي ليري كوزير وين ديوبين في حلقة الموسم الخامس «خسوف القمر».
- روبرت إلينشتاين في دور هاينز في الحلقة التجريبية
- بيل اروين دور دنكان كينيدي في الموسم الخامس حلقة: «بيرفيتك»

## الحلقات
| الموسم | الموسم | الحلقات | بثت أصلا       | بثت أصلا     |
| الموسم | الموسم | الحلقات | بثت لأول مرة   | بثت آخر مرة  |
| ------ | ------ | ------- | -------------- | ------------ |
|        | 1      | 6       | 3 مارس 1985    | 2 أبريل 1985 |
|        | 2      | 18      | 24 سبتمبر 1985 | 13 مايو 1986 |
|        | 3      | 15      | 23 سبتمبر 1986 | 5 مايو 1987  |
|        | 4      | 14      | 9 سبتمبر 1987  | 22 مارس 1988 |
|        | 5      | 13      | 6 ديسمبر 1988  | 14 مايو 1989 |

## ابتكارات التنسيق
تم إنشاء المسلسل بواسطة جلين جوردون كارون، أحد منتجي ريمنغتون ستيل المماثل، عندما اتصل به لويس إتش إيرليشت، المدير التنفيذي لشركة ABC. أحب إرليشت العمل الذي قام به كارون على تاكسي وريمنجتون ستيل وأراد عرضًا بوليسيًا يضم نجمًا رئيسيًا في دور رائد يجذب جمهورًا راقيًا. أراد كارون القيام برومانسية، رد عليه إرليخت قائلاً: «لا يهمني ما هو عليه، طالما أنه عرض بوليسي.»
ولم يبق لهجة سلسلة حتى موظفي الإنتاج، مما أدى إلى العمل الإضافي لتصبح واحدة من أولى «ناجحة TV كوميديا دراما» - الدرامي الكوميدي، وهو أسلوب من التلفزيون والأفلام التي يوجد فيها توازن عادل أو متساو تقريبا من الفكاهة ومحتوى جاد. استفاد العرض من الحوار المتداخل سريع الخطى بين البطلين، مع العودة إلى الأفلام الكوميدية الكلاسيكية مثل أفلام المخرج هوارد هوكس. أدت هذه الصفات المبتكرة إلى ترشيحه، لأول مرة في تاريخ نقابة المخرجين الأمريكية الممتد على 50 عامًا، لأفضل دراما وأفضل كوميديا في نفس العام (في عامي 1985 و1986).

## إنتاج
كان ضوء القمر غير معتاد في ذلك الوقت لكونه واحدًا من ثلاثة عروض فقط، نظرًا لأن لوائح لجنة الاتصالات الفيدرالية (FCC) التي تحد من هذه الممارسة، يجب أن تكون مملوكة ومُنتجة داخليًا بواسطة شبكة بث (إن بي سي بروستر). وقد أتاح ذلك للشبكة مزيدًا من المرونة في إعداد ميزانية العرض نظرًا لأن «الإمكانات الخلفية» للأرباح كانت أكبر بكثير مع عدم الاضطرار إلى دفع رسوم الترخيص لاستوديو الأفلام أو شركة الإنتاج المستقلة. نتيجة لذلك، منحت أيه بي سي كارون قدرًا كبيرًا من التحكم في الإنتاج. ومع ذلك، كان كارون منشد الكمال وينظر إلى العمل الإضافي باعتباره تصوير فيلم مدته ساعة واحدة كل أسبوع، وذلك باستخدام تقنيات مخصصة عادةً للأفلام ذات الميزانية الكبيرة. لالتقاط الإحساس السينمائي لأفلام الأربعينيات، على سبيل المثال، سيمنع استخدام عدسة الزوم، ويختار بدلاً من ذلك استخدام المزيد من الكاميرات الرئيسية المتحركة التي تستغرق وقتًا طويلاً وتتحرك ذهابًا وإيابًا على مسار وتتطلب إعادة ضبط ثابتة لـ أضواء. تم استخدام أقراص الانتشار لتخفيف ميزات سيبيل شيبرد، وكان يلزم استخدام عدسة خاصة بحيث يتم نشر مادى في اللقطة الثانية ولن يتم نشر ديفيد.
تعمل النصوص النموذجية لبرنامج تلفزيوني مدته ساعة واحدة في المتوسط على 60 صفحة، ولكن تلك الخاصة بـ ضوء القمر كانت أطول بمرتين تقريبًا بسبب الحوار السريع المتداخل بين الشخصيات الرئيسية. في حين أن متوسط العرض التلفزيوني سيستغرق سبعة أيام للتصوير، فإن العمل الإضافي سيستغرق من 12 إلى 14 يومًا ليكتمل بالحلقات والحوار الذي يكتبه كارون بشكل متكرر في نفس اليوم الذي تم تصويره فيه. ساهم هذا الاهتمام بالتفاصيل في عمل ضوء القمر باعتباره أحد أغلى البرامج التلفزيونية التي تم إنتاجها في ذلك الوقت. حيث تكلف معظم الحلقات حوالي 900000 دولار لإنتاجها، كان العمل الإضافي يعمل بما يقرب من ضعف ذلك. كان من الممكن تصوير حلقة الموسم الثاني "The Dream Sequence Always Rings Twice" بتكلفة أقل بكثير من خلال تصويرها بالألوان ثم إزالة اللون، لكن كارون أصر على المظهر الأصيل للفيلم الأبيض والأسود الذي استغرق تصويره 16 يومًا، وبذلك تكلفة الحلقة إلى مبلغ لم يسمع به من قبل وهو مليوني دولار. غالبًا ما دافع كارون عن ممارساته في التصوير باسم منح الجمهور ما يريد وإنتاج منتج عالي الجودة. لقد استخدم القياس التالي لتوضيح النقطة، «التفكير في التلفزيون الذي لا معنى له بالنسبة لي، هو أن نصف ساعة من تكلفة التلفزيون X ، وساعة من تكلفة التلفزيون Y ، بغض النظر عن ماهية هذا التلفزيون، فهي مذهلة. لي كفرضية مجنونة. التشابه هو أنك جائع، سواء ذهبت إلى ماكدونالدز أو ذهبت إلى»21«، يجب أن تكلف نفس التكلفة؛ كلاهما يملأ معدتك. إنه هراء.» 

## التقييمات والانخفاض
حقق نجاحًا كبيرًا مع جماهير التلفزيون وكذلك مع النقاد والمطلعين على الصناعة، مع 16 ترشيحًا لجائزة إيمي للموسم الثاني الذي شهد التعادل الإضافي للمركز 20 في تصنيفات نيلسن. في الموسم الثالث، بلغ العرض ذروته في المركز 9، ثم انخفض قليلاً ليعادل في المركز الثاني عشر في الموسم الرابع.

### إلغاء
لم يتم منح أي من النجوم الرئيسيين في الموسم الأخير من العرض. أراد بروس ويليس، بعد نجاحه في موت قاسي ، أن يصنع المزيد من الأفلام. كان سيبيل شيبيرد، بعد أن أنجبت للتو توأمان، قد سئمت من أيام الإنتاج الطويلة والمرهقة وكان جاهزًا لإنهاء السلسلة.
في الموسم التلفزيوني 1988-1989، انخفضت تقييمات البرنامج بشكل حاد. مارس إلى أغسطس عام 1988 نقابة الكتاب الضربة الأمريكية  خطط إلغاء لخاتمة 1987-1988 الإضافي الموسم ليتم تصويره وبثه على شاشة التلفزيون في 3-D في صفقة مع شركة كوكا كولا، وتأخر بث أول جديد حلقة حتى 6 ديسمبر 198. استمر المسلسل في فجوة خلال حملات التمشيط في فبراير، وعاد في أمسيات الأحد في ربيع عام 1989. تم بث ست حلقات أخرى قبل أن يتم إلغاء المسلسل في مايو من ذلك العام.

## جوائز وترشيحات
تم ترشيح ضوء القمر لمجموعة واسعة من الجوائز، بما في ذلك الترشيحات لـ 40 جائزة إيمي التي فازت منها بـ 7. تم ترشيحها أيضًا لـ 10 جوائز غولدن غلوب فازت منها بـ 3.

## وسائط المنزل
أصدرت انكور باي انترتينمنت الحلقة التجريبية الأصلية على قرص دى في دى في المنطقة 1. أصدرت ليونزغيت إنترتينمنت لاحقًا السلسلة الكاملة من ضوء القمر، بما في ذلك الحلقة التجريبية، على DVD في المنطقة 1. يحتوي كل إصدار على ميزات إضافية بما في ذلك التعليقات والميزات. اعتبارًا من عام 2013، تم إيقاف هذه الإصدارات ونفد طباعتها.
في المنطقتين 2 و4 ، أصدرت شركة سوني بيكتشرز هوم إنترتينمنت جميع المواسم الخمسة على أقراص دى في دى، على الرغم من أن مجموعات المنطقة 4 أصبحت الآن غير مطبوعة. تم إصدار مجموعة سلسلة كاملة أيضًا في المنطقة 2 في 14 سبتمبر 2009.

## روابط خارجية
- ضوء القمر على موقع IMDb (الإنجليزية)
- ضوء القمر على موقع ميتاكريتيك (الإنجليزية)
- ضوء القمر على موقع الموسوعة البريطانية (الإنجليزية)
- ضوء القمر على موقع روتن توميتوز (الإنجليزية)
- ضوء القمر على موقع أول موفي (الإنجليزية)
- ضوء القمر على موقع فيلمافينيتي (الإسبانية)
- ضوء القمر على موقع كينوبويسك (الروسية)
- ضوء القمر على موقع ألو سيني (الفرنسية)
- ضوء القمر على موقع قاعدة بيانات الفيلم (الإنجليزية)
- العمل الإضافي في موسوعة التلفزيون